# Metopia flava
Metopia flava är en tvåvingeart som beskrevs av Thomas Pape 1987. Metopia flava ingår i släktet Metopia och familjen köttflugor. Inga underarter finns listade i Catalogue of Life.